# 黑點銜鰕虎魚
黑點銜鰕虎魚（学名：Istigobius nigroocellatus）为輻鰭魚綱鱸形目鰕虎亞目鰕虎鱼科銜鰕虎魚属的鱼类。分布東印度洋西澳大利亞與澳洲北部地區、西太平洋菲律賓、巴布亞新幾內亞、澳洲昆士蘭省、新加勒多尼亞、美屬薩摩亞群島、所羅門群島海域，棲息深度2-10公尺，棲息在沿岸水質混濁的底層水域，可做為觀賞魚。

## 扩展阅读
- 維基物種上的相關：黑點銜鰕虎魚